# Наумов Анатолій Михайлович
Наумов Анатолій Михайлович (рос. Наумов Анатолий Михайлович; нар. 18 лютого 1945, с. Шариніно, Молотовська область, РРФСР, СРСР) — радянський і український художник кіно, художник-постановник.

## Біографія
А. М. Наумов народився 18 лютого 1945 року в с. Шариніно Молотовської області РРФСР.
У 1970 році закінчив Одеське театрально-художнє училище, а в 1980 році —  художньо-графічний факультет Одеського педагогічного  інституту імені К. Д. Ушинського.
В 1970—1992 роки працював на Одеській кіностудії.
Член Національної Спілки кінематографістів України.

## Фільмографія
Оформив стрічки:
- «Чортова дюжина» (1970, асистент художника)

Художник-постановник:
- «Син чемпіона» (1978)
- «Фотографії на стіні» (1978, т/ф, 2 с, у співавт. з Ю. Богатиренком)
- «Струни для гавайської гітари» (1978, телеальманах; новела «Вогонь у глибині дерева»)
- «Циган» (1979)
- «Колесо історії» (1981)
- «Бій на перехресті» (1982)
- «Житіє святих сестер» (1982)
- «Поки не випав сніг...» (1984)
- «Малявкин і компанія» (1986)
- «Привід» (1986, 2 с)
- «Холодний березень» (1987)
- «Це було минулого літа» (1988)
- «Перший поверх» (1990)
- «Моя сусідка» (1991)
- «Небезпечна жінка» (1991)
- «Він своє отримає» (1992) та ін.

Роль у кіно:
- «Бій на перехресті» (1982, Перхуров)